# CentOS
CentOS (/ˈsɛntɒs/, từ Community Enterprise Operating System) là một Bản phân phối Linux. Nó có nguồn gốc hoàn toàn từ bản phân phối Red Hat Enterprise Linux (RHEL). Tháng 1/2014, CentOS đã tuyên bố chính thức gia nhập Red Hat trong khi vẫn độc lập với RHEL, dưới một ban quản trị mới của CentOS. CentOS cung cấp một nền tảng điện toán doanh nghiệp tự do và phấn đấu để duy trì khả năng tương thích nhị phân 100% với nguồn thượng nguồn của nó, Red Hat.
Bản phát hành đầu tiên của CentOS là trong tháng 5/2004, đánh số là CentOS phiên bản 2, nó là phân nhánh từ RHEL phiên bản 2.1AS. Sau bản phát hành phiên bản 7.0, CentOS chỉ còn hỗ trợ chính thức kiến trúc x86-64, trong khi các phiên bản cũ hơn 7.0-1406 cũng hỗ trợ IA-32 với Physical Address Extension (PAE). Tính đến  tháng 12 năm 2015, phát hành AltArch của CentOS 7 là có sẵn cho các kiến trúc IA-32, Power ISA, và cho ARMv7hl và biến thể AArch64 của kiến trúc ARM. Phiên bản CentOS 8 được khởi động từ tháng 5/2019.

## Lịch sử
Trước khi được biết đến dưới tên hiện tại, CentOS có nguồn gốc là một sản phẩm của CAOS Linux, 
được khởi động bởi Gregory Kurtzer.
Tháng 6/2006, David Parsley, nhà phát triển chính của Tao Linux (một nhân bản khác của RHEL), thông báo ngừng phát triển Tao Linux chuyển sang phát triển CentOS. Người dùng Tao chuyển sang CentOS thông qua yum update.
Tháng 7 năm 2009, họ đã thông báo trong một bức thư ngỏ trên trang web của dự án CentOS rằng người sáng lập của CentOS, Lance Davis, đã biến mất vào năm 2008. Davis had ceased contribution to the project, but continued to hold the registration for the CentOS domain and PayPal account. Tháng 8/2009, Nhóm CentOS thông báo đã liên lạc được với Davis và đã có được các tên miền centos.info và centos.org.
Vào tháng 7 năm 2010, CentOS đã vượt qua Debian để trở thành bản phân phối Linux phổ biến nhất cho các máy chủ web, với gần 30% tất cả các máy chủ web Linux sử dụng nó. Debian lấy lại vị trí dẫn đầu vào tháng 1 năm 2012.
Tháng 1/2014, Red Hat thông báo họ trở thành nhà bảo trợ của dự án CentOS, "giúp thiết lập một nền tảng phù hợp với nhu cầu của các nhà phát triển nguồn mở tích hợp các công nghệ trong và xung quanh hệ điều hành". Do những thay đổi này, quyền sở hữu thương hiệu CentOS đã được chuyển sang Red Hat, iện đang sử dụng hầu hết các nhà phát triển đầu của CentOS; tuy nhiên, họ hoạt động như một phần của nhóm Open Source and Standards của Red Hat, hoạt động tách biệt với nhóm Red Hat Enterprise Linux. Một ban quản trị mới của CentOS cũng được ra mắt.

## Thiết kế
RHEL chỉ có sẵn thông qua dịch vụ thuê bao trả phí hoặc để sử dụng phát triển trong môi trường phi sản xuất – cung cấp truy cập để cập nhật phần mềm và mức độ hỗ trợ kỹ thuật khác nhau. Sản phẩm chủ yếu bao gồm các gói phần mềm được phân phối theo nguồn mở hoặc một giấy phép phần mềm tự do và mã nguồn những gói này được công bố bởi Red Hat.
Các nhà phát triển CentOS sử dụng mã nguồn của Red Hat để tạo ra một sản phẩm cuối cùng rất tương tự như RHEL. Thương hiệu và logo của Red Hat đã bị thay đổi bởi vì Red Hat không cho phép họ được phân phối lại. CentOS là tự do sủa đổi. Hỗ trợ kỹ thuật chủ yếu được cung cấp bởi cộng đồng thông qua mailing lists chính thức, diễn đàn, và các chat room
Dự án được liên kết với Red Hat nhưng mong muốn được công khai, cởi mở và bao quát hơn. Trong khi Red Hat sử dụng hầu hết các nhà phát triển đầu của CentOS, thì chính dự án CentOS dựa vào sự đóng góp từ người dùng và các nhà tài trợ tổ chức.

## Phiên bản và phát hành

### Phát hành CentOS
Số phiên bản của CentOS nhỏ hơn 7.0 có hai phần, một phiên bản chính và một phiên bản nhỏ, tương ứng với phiên bản chính và cập nhật của Red Hat Enterprise Linux được sử dụng để xây dựng là phiên bản của CentOS. Ví dụ, CentOS 6.5 được xây dựng từ các gói nguồn của RHEL 6 update 5 (còn được biết là RHEL version 6.5), cái gọi là "phát hành điểm" của RHEL 6.
Bắt đầu với phiên bản 7.0, CentOS số phiên bản cũng bao gồm một phần thứ ba chỉ ra dấu thời gian của mã nguồn phát hành dựa trên. Ví dụ: số phiên bản 7.0-1406 vẫn ánh xạ bản phát hành CentOS này sang bộ cập nhật zeroth của RHEL 7, trong khi "1406" chỉ ra rằng mã nguồn phát hành này dựa trên ngày từ tháng 6 năm 2014. Sử dụng tháng tháng cho phép hình ảnh cài đặt được phát hành lại để phát hành container và đám mây sắp tới, trong khi vẫn duy trì kết nối với phiên bản phát hành cơ sở có liên quan.
Từ giữa 2006, bắt đầu với phiên bản 4.4 (chính thức được gọi là Red Hat Enterprise Linux 4.0 update 4, Red Hat đã thông qua một quy ước phiên bản giống hệt của CentOS (ví dụ, RHEL 4.5 hay RHEL 6.5).

#### Thông tin phiên bản cũ
| Bản phát hành CentOS | Kiến trúc                                                             | Bản RHEL dựa vào | Ngày phát hành CentOS | Ngày phát hàn RHEL | Trễ (ngày)        |    |
| -------------------- | --------------------------------------------------------------------- | ---------------- | --------------------- | ------------------ | ----------------- | -- |
| 2                    | i386                                                                  | 2.1              | 14/5/2004             | 17/05/2002         | 728d              |    |
| 3.1                  | i386, x86-64, IA-64, s390, s390x                                      | 3                | 19/3/2004             | 23/10/2003         | 148d              |    |
| 3.3                  | i386, x86-64, IA-64, s390, s390x                                      | 3.3              | 17/9/2004             | 3/9/2004           | 14d               |    |
| 3.4                  | i386, x86-64, IA-64, s390, s390x                                      | 3.4              | 23/1/2005             | 12/122004          | 42d               |    |
| 3.5                  | i386                                                                  | 3.5              | 10/6/2005             | 18/5/2005          | 23d               |    |
| 3.6                  | i386                                                                  | 3.6              | 20051/11/             | 28/9/2005          | 34d               |    |
| 3.7                  | i386, x86-64, IA-64, s390, s390x                                      | 3.7              | 10/4/2006             | 17/3/2006          | 23d               |    |
| 3.8                  | i386, x86-64                                                          | 3.8              | 25/8/2006             | 20/7/2006          | 36d               |    |
| 3.9                  | i386, x86-64, IA-64, s390, s390x                                      | 3.9              | 26/7/2007             | 15/6/2007          | 41d               |    |
| 4                    | i386, x86-64, various                                                 | 4                | 9/3/2005              | 14/2/2005          | 23d               |    |
| 4.1                  | i386, ia64, s390                                                      | 4.1              | 12/6/2005             | 8/6/2005           | 4d                |    |
| 4.2                  | i386, x86-64, ia64, s390, s390x, alpha                                | 4.2              | 13/10/2005            | 5/10/2005          | 8d                |    |
| 4.3                  | i386, x86-64, ia64, s390, s390x                                       | 4.3              | 21/3/2006             | 12/3/2006          | 9d                |    |
| 4.4                  | i386, x86-64                                                          | 4.4              | 30/8/2006             | 10/8/2006          | 20d               |    |
| 4.5                  | i386, x86-64, IA-64                                                   | 4.5              | 17/5/2007             | 1/5/2007           | 16d               |    |
| 4.6                  | i386, x86-64, IA-64, Alpha, s390, s390x, PowerPC (beta), SPARC (beta) | 4.6              | 16/12/2007            | 16/11/2007         | 30d               |    |
| 4.7                  | i386, x86-64                                                          | 4.7              | 13/9/2008             | 24/7/2008          | 51d               |    |
| 4.8                  | i386, x86-64                                                          | 4.8              | 21/8/2009             | 18/5/2009          | 95d               |    |
| 4.9                  | i386, x86-64                                                          | 4.9              | 2/3/2011              | 16/2/2011          | 14d               |    |
| 5                    | i386, x86-64                                                          | 5                | 12/4/2007             | 14/3/2007          | 28d               |    |
| 5.1                  | i386, x86-64                                                          | 5.1              | 2/12/2007             | 7/11/2007          | 25d               |    |
| 5.2                  | i386, x86-64                                                          | 5.2              | 24/6/2008             | 21/5/2008          | 34d               |    |
| 5.3                  | i386, x86-64                                                          | 5.3              | 31/3/2009             | 20/1/2009          | 69d               |    |
| 5.4                  | i386, x86-64                                                          | 5.4              | 21/10/2009            | 2/9/2009           | 49d               |    |
| 5.5                  | i386, x86-64                                                          | 5.5              | 14/5/2010             | 31/3/2010          | 44d               |    |
| 5.6                  | i386, x86-64                                                          | 5.6              | 8/4/2011              | 13/1/2011          | 85d               |    |
| 5.7                  | i386, x86-64                                                          | 5.7              | 13/9/2011             | 21/7/2011          | 54d               |    |
| 5.8                  | i386, x86-64                                                          | 5.8              | 7/3/2012              | 21/2/2012          | 15d               |    |
| 5.9                  | i386, x86-64                                                          | 5.9              | 17/1/2013             | 7/1/2013           | 10d               |    |
| 6                    | i386, x86-64                                                          | 6                | 10/7/2011             | 10/11/2010         | 242d              |    |
| 6.1                  | i386, x86-64                                                          | 6.1              | 9/12/2011             | 19/5/2011          | 204d              |    |
| 6.2                  | i386, x86-64                                                          | 6.2              | 20/12/2011            | 6/122011           | 14d               |    |
| 6.3                  | i386, x86-64                                                          | 6.3              | 9/7/2012              | 21/6/2012          | 18d               |    |
| 6.4                  | i386, x86-64                                                          | 6.4              | 09/03/2013            | 21-02-2013         | 15d               |    |
| 6.5                  | i386, x86-64                                                          | 6.5              | 01-12-2013            | 21-11-2013         | 10d               |    |
| 6.6                  | IA-32, x86-64                                                         | 6.6              | 2.6.32-504            | 28 tháng 10, 2014  | 14 tháng 10, 2014 | 14 |
| 6.7                  | IA-32, x86-64                                                         | 6.7              | 2.6.32-573            | 7 tháng 8, 2015    | 22 tháng 7, 2015  | 16 |
| 6.8                  | IA-32, x86-64                                                         | 6.8              | 2.6.32-642            | 25 tháng 5, 2016   | 10 tháng 5, 2016  | 15 |
| 6.9                  | IA-32, x86-64                                                         | 6.9              | 2.6.32-696            | 5 tháng 4, 2017    | 21 tháng 3, 2017  | 15 |
| 6.10                 | IA-32, x86-64                                                         | 6.10             | 2.6.32-754            | 3 tháng 7, 2018    | 19 tháng 6, 2018  | 14 |
| 7.0-1406             | x86-64                                                                | 7.0              | 07/07/2014            | 10/06/2014         | 27d               |    |

#### CentOS phiên bản 7
| Phiên bản CentOS | Kiến trúc | Dựa trên RHEL | Nhân        | Ngày phát hành CentOS | Ngày phát hành RHEL | Trễ (ngày) |
| ---------------- | --------- | ------------- | ----------- | --------------------- | ------------------- | ---------- |
| 7.0-1406         | x86-64    | 7.0           | 3.10.0-123  | 7 tháng 7, 2014       | 10 tháng 6, 2014    | 27         |
| 7.1-1503         | x86-64    | 7.1           | 3.10.0-229  | 31 tháng 3, 2015      | 5 tháng 3, 2015     | 26         |
| 7.2-1511         | x86-64    | 7.2           | 3.10.0-327  | 14 tháng 12, 2015     | 19 tháng 11, 2015   | 25         |
| 7.3-1611         | x86-64    | 7.3           | 3.10.0-514  | 12 tháng 12, 2016     | 3 tháng 11, 2016    | 39         |
| 7.4-1708         | x86-64    | 7.4           | 3.10.0-693  | 13 tháng 9, 2017      | 31 tháng 7, 2017    | 43         |
| 7.5-1804         | x86-64    | 7.5           | 3.10.0-862  | 10 tháng 5, 2018      | 10 tháng 4, 2018    | 31         |
| 7.6-1810         | x86-64    | 7.6           | 3.10.0-957  | 3 tháng 12, 2018      | 30 tháng 10, 2018   | 34         |
| 7.7-1908         | x86-64    | 7.7           | 3.10.0-1062 |                       | 6 tháng 8, 2019     | TBD        |

##### CentOS phiên bản 8
| Phiên bản CentOS | Kiến trúc                | Phiên bản RHEL | Nhân       | Ngày phát hành CentOS | Ngày phát hành RHEL | Chậm trễ (ngày) |
| ---------------- | ------------------------ | -------------- | ---------- | --------------------- | ------------------- | --------------- |
| 8.0-1905         | x86-64, ppc64le, AArch64 | 8.0            | 4.18.0-80  | 2019-09-24            | 2019-05-07          | 140             |
| 8.1-1911         | x86-64, ppc64le, AArch64 | 8.1            | 4.18.0-147 | 2020-01-15            | 2019-11-05          | 71              |
| 8.2-2004         | x86-64, ppc64le, AArch64 | 8.2            | 4.18.0-193 | 2020-06-15            | 2020-04-28          | 48              |

### Phát hành AltArch
Phát hành AltArch là các bản được phát hành bởi Alternative Architecture Special Interest Group (AltArch SIG) để hỗ trợ các kiến trúc không được hỗ trợ bởi các bản phát hành CentOS cơ sở.
| Phiên bản CentOS | Kiến trúc                 | Dựa trên RHEL | Ngày phát hành CentOS |
| ---------------- | ------------------------- | ------------- | --------------------- |
| 7.1-1503         | AArch64                   | 7.1           | 4 tháng 8, 2015       |
| 7.1-1503         | IA-32                     | 7.1           | 12 tháng 10, 2015     |
| 7.2-1511         | IA-32                     | 7.2           | 19 tháng 12, 2015     |
| 7.2-1511         | ARMv7hl                   | 7.2           | 19 tháng 12, 2015     |
| 7.2-1511         | PowerPC64 (TechPreview)   | 7.2           | 19 tháng 12, 2015     |
| 7.2-1511         | PowerPC8 LE (TechPreview) | 7.2           | 19 tháng 12, 2015     |
| 7.3-1611         | ARMv7hl                   | 7.3           | 14 tháng 12, 2016     |
| 7.3-1611         | PowerPC8 LE               | 7.3           | 22 tháng 12, 2016     |
| 7.3-1611         | AArch64                   | 7.3           | 4 tháng 1, 2017       |
| 7.3-1611         | IA-32                     | 7.3           | 27 tháng 1, 2017      |
| 7.4-1708         | ARMv7hl                   | 7.4           | 13 tháng 9, 2017      |
| 7.4-1708         | PowerPC8 LE               | 7.4           | 14 tháng 9, 2017      |
| 7.4-1708         | PowerPC7                  | 7.4           | 14 tháng 9, 2017      |
| 7.4-1708         | AArch64                   | 7.4           | 13 tháng 9, 2017      |
| 7.4-1708         | IA-32                     | 7.4           | 12 tháng 10, 2017     |
| 7.5-1804         | ARMv7hl                   | 7.5           | 10 tháng 5, 2018      |
| 7.5-1804         | PowerPC8 LE               | 7.5           | 10 tháng 5, 2018      |
| 7.5-1804         | PowerPC7                  | 7.5           | 10 tháng 5, 2018      |
| 7.5-1804         | AArch64                   | 7.5           | 10 tháng 5, 2018      |
| 7.5-1804         | IA-32                     | 7.5           | 10 tháng 5, 2018      |
| 7.6-1810         | ARMv7hl                   | 7.6           | 3 tháng 12, 2018      |
| 7.6-1810         | PowerPC8 LE               | 7.6           | 3 tháng 12, 2018      |
| 7.6-1810         | PowerPC9                  | 7.6           | 3 tháng 12, 2018      |
| 7.6-1810         | AArch64                   | 7.6           | 3 tháng 12, 2018      |
| 7.6-1810         | IA-32                     | 7.6           | 3 tháng 12, 2018      |

### Phát hành Add-ons
Software Collections (SCL) là một kho lưu trữ CentOS cung cấp một tập hợp động các ngôn ngữ lập trình, máy chủ database, và các gói liên quan khác nhau. Các phiên bản phần mềm được cung cấp gần đây hơn các phiên bản tương đương có trong bản phân phối CentOS cơ bản hoặc lần đầu tiên được cung cấp dưới dạng các gói CentOS chính thức. (See also the list of CentOS repositories below.)
Các gói có sẵn từ SCL không thay thế các công cụ hệ thống mặc định được cung cấp với CentOS. Thay vào đó, một bộ công cụ song song được cài đặt trong thư mục /opt và có thể được kích hoạt tùy chọn cho mỗi ứng dụng bằng cách sử dụng tiện ích scl.được cung cấp. Ví dụ: các phiên bản mặc định của Perl hoặc MySQL vẫn là các phiên bản do cài đặt CentOS cơ bản cung cấp.
| Add-on name                    | Architectures | Base CentOS version | CentOS release date | RHEL release date | Delay (days) |
| ------------------------------ | ------------- | ------------------- | ------------------- | ----------------- | ------------ |
| Software Collections (SCL) 1.0 | x86-64        | 6.4, 6.5            | 19 tháng 2, 2014    | 12 tháng 9, 2013  | 160          |
| Developer Toolset 2.0          | IA-32, x86-64 | 6.4                 | —                   | 12 tháng 9, 2013  | —            |

### Lịch trình kết thúc hỗ trợ
Theo vòng đời của Red Hat Enterprise Linux (RHEL), CentOS 5 và 6 và 7 sẽ được "bảo trì đến 10 năm" vì nó dựa trên RHEL. Trước đây, CentOS 4 đã được hỗ trợ trong bảy năm.
| Phiên bản CentOS                                            | Ngày phát hành   | Cập nhật đầy đủ  | Cập nhật bảo trì  |
| ----------------------------------------------------------- | ---------------- | ---------------- | ----------------- |
| 3                                                           | 19 tháng 3, 2004 | 20 tháng 7, 2006 | 31 tháng 10, 2010 |
| 4                                                           | 9 tháng 3, 2005  | 31 tháng 3, 2009 | 29 tháng 2, 2012  |
| 5                                                           | 12 tháng 4, 2007 | 31 tháng 1, 2014 | 31 tháng 3, 2017  |
| 6                                                           | 10 tháng 7, 2011 | 10 tháng 5, 2017 | 30 tháng 11, 2020 |
| 7                                                           | 7 tháng 7, 2014  | Q4 2020          | 30 tháng 6, 2024  |
| Phiên bản cũPhiên bản cũ, vẫn được hỗ trợPhiên bản mới nhất |                  |                  |                   |

### Phát hành không tương đương ngược dòng
Một số hình ảnh ISO được phát hành bởi dự án CentOS không có tham chiếu tương đương trực tiếp. TChúng được tạo cho các mục đích cụ thể, chẳng hạn như để cung cấp live bootable image, hoặc để cung cấp phương tiện cài đặt kích thước giảm. Ngoài những bản được liệt kê bên dưới, còn có các bản phát hành AltArch cũng không có bản phát hành tương đương trực tiếp.
Các ảnh LiveCD và LiveDVD chứa một hệ thống file nén có thể khởi động, được tạo bởi một tập các tập lệnh tùy chỉnh using a kickstart configuration file. Những hình ảnh trực tiếp này cũng có thể được cài đặt vào đĩa cứng, do đó có được cài đặt CentOS đầy đủ chức năng. Không thể điều chỉnh tập hợp các gói được cài đặt theo cách đó trên đĩa cứng trong khi cài đặt, vì đó là cách chuyển hình ảnh đơn giản trên CD/DVD sang đĩa cứng. Sau khi khởi động từ đĩa cứng, yum có thể được dùng để thêm hoặc xóa các gói.
Ảnh MinimalCD chứa tối thiểu các gói cần thiết cho cài đặt chức năng, không ảnh hưởng đến khả năng bảo mật hoặc khả năng sử dụng mạng. Những hình ảnh tối thiểu này sử dụng trình cài đặt CentOS tiêu chuẩn với tất cả các tính năng thông thường của nó trừ đi việc lựa chọn các gói. Yum có thể được sử dụng sau khi cài đặt hoàn tất để thêm hoặc xóa gói.
| Phiên bản CentOS | Tên phát hành | Kiến trúc     | Dựa trên RHEL | Ngày phát hành CentOS |
| ---------------- | ------------- | ------------- | ------------- | --------------------- |
| 4.7              | Server        | IA-32, x86-64 | 4.7           | 17 tháng 10, 2008     |
| 5.1              | Live CD       | IA-32         | 5.1           | 18 tháng 2, 2008      |
| 5.2              | Live CD       | IA-32         | 5.2           | 17 tháng 7, 2008      |
| 5.3              | Live CD       | IA-32         | 5.3           | 27 tháng 5, 2009      |
| 5.5              | Live CD       | IA-32, x86-64 | 5.5           | 14 tháng 5, 2010      |
| 5.6              | Live CD       | IA-32, x86-64 | 5.6           | 8 tháng 4, 2011       |
| 6.0              | Live CD       | IA-32, x86-64 | 6.0           | 25 tháng 7, 2011      |
| 6.0              | Live DVD      | IA-32, x86-64 | 6.0           | 27 tháng 7, 2011      |
| 6.0              | Minimal CD    | IA-32, x86-64 | 6.0           | 28 tháng 7, 2011      |
| 6.1              | Live CD       | IA-32, x86-64 | 6.1           | 9 tháng 12, 2011      |
| 6.1              | Live DVD      | IA-32, x86-64 | 6.1           | 9 tháng 12, 2011      |
| 6.1              | Minimal CD    | IA-32, x86-64 | 6.1           | 9 tháng 12, 2011      |
| 6.2              | Live CD       | IA-32, x86-64 | 6.2           | 20 tháng 12, 2011     |
| 6.2              | Live DVD      | IA-32, x86-64 | 6.2           | 20 tháng 12, 2011     |
| 6.2              | Minimal CD    | IA-32, x86-64 | 6.2           | 20 tháng 12, 2011     |
| 6.3              | Minimal CD    | IA-32, x86-64 | 6.3           | 9 tháng 7, 2012       |
| 6.3              | Live CD       | IA-32, x86-64 | 6.3           | 15 tháng 7, 2012      |
| 6.3              | Live DVD      | IA-32, x86-64 | 6.3           | 15 tháng 7, 2012      |
| 6.4              | Minimal CD    | IA-32, x86-64 | 6.4           | 9 tháng 3, 2013       |
| 6.4              | Live CD       | IA-32, x86-64 | 6.4           | 22 tháng 5, 2013      |
| 6.4              | Live DVD      | IA-32, x86-64 | 6.4           | 22 tháng 5, 2013      |
| 6.5              | Minimal CD    | IA-32, x86-64 | 6.5           | 1 tháng 12, 2013      |
| 6.5              | Live CD       | IA-32, x86-64 | 6.5           | 1 tháng 12, 2013      |
| 6.5              | Live DVD      | IA-32, x86-64 | 6.5           | 1 tháng 12, 2013      |
| 6.6              | Minimal CD    | IA-32, x86-64 | 6.6           | 28 tháng 10, 2014     |
| 6.7              | Minimal CD    | IA-32, x86-64 | 6.7           | 7 tháng 8, 2015       |
| 7.0-1406         | Live CD       | x86-64        | 7.0           | 7 tháng 7, 2014       |
| 7.0-1406         | Gnome Live    | x86-64        | 7.0           | 7 tháng 7, 2014       |
| 7.0-1406         | KDE Live      | x86-64        | 7.0           | 7 tháng 7, 2014       |
| 7.1-1503         | Live CD       | x86-64        | 7.1           | 31 tháng 3, 2015      |
| 7.1-1503         | Gnome Live    | x86-64        | 7.1           | 31 tháng 3, 2015      |
| 7.1-1503         | KDE Live      | x86-64        | 7.1           | 31 tháng 3, 2015      |
| 7.2-1511         | Gnome Live    | x86-64        | 7.2           | 14 tháng 12, 2015     |
| 7.2-1511         | KDE Live      | x86-64        | 7.2           | 14 tháng 12, 2015     |

## Nhóm lợi ích đặc biệt
Nhóm lợi ích đặc biệt (SIGs) là các phần có tổ chức của cộng đồng CentOS mở đường để xây dựng các biến thể chuyên biệt của CentOS, đáp ứng các yêu cầu cụ thể. SIG có quyền tự do sửa đổi và nâng cấp CentOS theo nhiều cách khác nhau, bao gồm thêm nhiều phần mềm tiên tiến, xây dựng lại các gói hiện có tùy theo yêu cầu, cung cấp môi trường desktop thay thế hoặc cung cấp CentOS trên các kiến trúc không được hỗ trợ.

## Kiến trúc
As of version 7, CentOS fully supports only the x86-64 architecture, while the following architectures are not supported:
- IA-32 in all variants, had support temporarily dropped in CentOS 7
- IA-32 without Physical Address Extension (PAE), not supported since CentOS 6
- IA-64 (Intel Itanium architecture), was supported in CentOS 3 and 4
- 32-bit PowerPC (Apple Macintosh và PowerMac running the G3 or G4 PowerPC processor), beta support was available in CentOS 4
- IBM Mainframe (eServer zSeries và S/390), not supported since CentOS 5
- Alpha, support was available in CentOS 4
- SPARC, beta support was available in CentOS 4

Tính đến  tháng 12 năm 2015, AltArch releases of CentOS 7 are available for the ARMv7hl and AArch64 variants of the ARM architecture, and plans exist for supporting other variants of the ARM architecture. ARM support is a community effort coordinated through the AltArch SIG. AltArch releases of CentOS 7 are also available for the IA-32 architecture and Power ISA (POWER7 và POWER8 chips).
A Live CD version of CentOS is available at mirror.centos.org. A bootable Live USB image of CentOS can be created manually or with UNetbootin.
CentOS images are also available on Amazon's EC2 cloud, in form of prebuilt and already published Amazon Machine Images (AMIs).

## Kho lưu trữ
Có ba kho lưu trữ chính của CentOS (còn được biết là các kênh), chứa các gói phần mềm tạo nên bản phân phối CentOS chính:
basechứa các gói hình thành các bản phát hành điểm CentOS và được cập nhật khi bản phát hành điểm thực tế được cung cấp chính thức dưới dạng hình ảnh ISO.
updateschứa các gói đóng vai trò là bản cập nhật bảo mật, sửa lỗi hoặc nâng cấp, được phát hành giữa các bộ cập nhật thông thường cho các bản phát hành điểm. Các bản cập nhật sửa lỗi và nâng cao được phát hành theo cách này chỉ là những bản không phù hợp mới được phát hành thông qua kho  CentOS-Fasttrack  được mô tả bên dưới.
addonsung cấp các gói cần thiết để xây dựng các gói tạo nên phân phối CentOS chính, nhưng không được cung cấp bởi thượng nguồn.
Dự án CentOS cung cấp một số kho lưu trữ bổ sung có chứa các gói phần mềm không được cung cấp bởi các kho 'mặc định' và  cập nhật  mặc định. Những kho lưu trữ này bao gồm:
CentOS Extraschứa các gói cung cấp chức năng bổ sung cho CentOS mà không phá vỡ tính tương thích ngược dòng hoặc cập nhật các thành phần cơ sở.
CentOSPluschứa các gói thực sự nâng cấp một số thành phần cơ bản nhất định của CentOS, thay đổi CentOS sao cho nó không chính xác như nội dung của nhà cung cấp ngược dòng.
CentOS-Testingđóng vai trò là mặt bằng chứng minh cho các gói trên đường đến CentOSPlus và CentOS Extras. Các gói được cung cấp có thể hoặc không thể thay thế các gói CentOS cốt lõi và không được bảo đảm để hoạt động đúng.
CentOS-Fasttrackchứa các bản cập nhật sửa lỗi và nâng cấp được phát hành theo thời gian, giữa các bộ cập nhật thường xuyên cho các bản phát hành điểm. Các gói được phát hành theo cách này đóng vai trò là ứng cử viên gần gũi để đưa vào bản phát hành điểm tiếp theo. Kho lưu trữ này không cung cấp các cập nhật bảo mật và không chứa các gói không phù hợp để đưa vào các bản phát hành điểm không chắc chắn.
CR (Continuous Release)làm cho các gói có sẵn nói chung sẽ xuất hiện trong bản phát hành điểm tiếp theo của CentOS. Các gói được cung cấp trên cơ sở thử nghiệm và hotfix, cho đến khi bản phát hành điểm thực sự được phát hành chính thức dưới dạng hình ảnh ISO.
debuginfochứa các gói với các biểu tượng gỡ lỗi được tạo khi các gói chính được xây dựng
contribchứa các gói được đóng góp bởi người dùng CentOS không trùng lặp với bất kỳ gói phân phối cốt lõi nào
Software Collectionscung cấp các phiên bản phần mềm mới hơn các phiên bản do phân phối cơ sở cung cấp, xem ở trên để biết thêm chi tiết